# Jean Hélart
 Jean Hellart   ou Hélart nait en 1618 à Reims où il meurt le 12 janvier 1685, est un artiste peintre et décorateur français, créateur de l'Académie rémoise de peinture et de sculpture. Il s'est surtout illustré dans la décoration du château d'Étoges.

## Biographie
Il a fait son apprentissage à Paris auprès de Jean Harmant et de Charles Le Brun avec lequel il était à Rome. Il fut le décorateur du château d'Étoges et devint peintre de la ville de Reims en 1660. Il est devenu peintre du duc de Bourgogne, en 1667.
Il a été le créateur d'une académie de peinture en cette même ville en 1677. Il a écrit une lettre à Le Brun pour établir une école académique à Reims qui est lue devant les académiciens le 6 février 1677. Le 30 mars 1677, les académiciens membres de l'Académie royale de peinture et de sculpture ont vu et approuvés les ouvrages de Jean Hélart, peintre, et Isaac Delacroix, sculpteur, les reçoivent à l'Académie royale de peinture et de sculpture. Le 7 août 1677, Jean Hélart et Isaac Delacroix se sont présentés à l'Académie, ont prêté serment et ont obtenu les lettres de provision avec la commission pour établir une école académique à Reims en l'assujettissant à l'observation des statuts de l'académie et à tous ses ordres
Il a été un ami de Jean de La Fontaine. Il a reçu de nombreuses commandes des églises et abbayes locales. Max Sutaine dans un discours à l'Académie de Reims en relevait 40 de certains. Max Sutaine relevait aussi de nombreux portrait comme celui du docteur Colin, de Nicolas Dallier (lieutenant des habitants de Reims de 1669 à 1672 puis de 1675 à 1678), 78 portraits au château d'Étoges.

## Son style

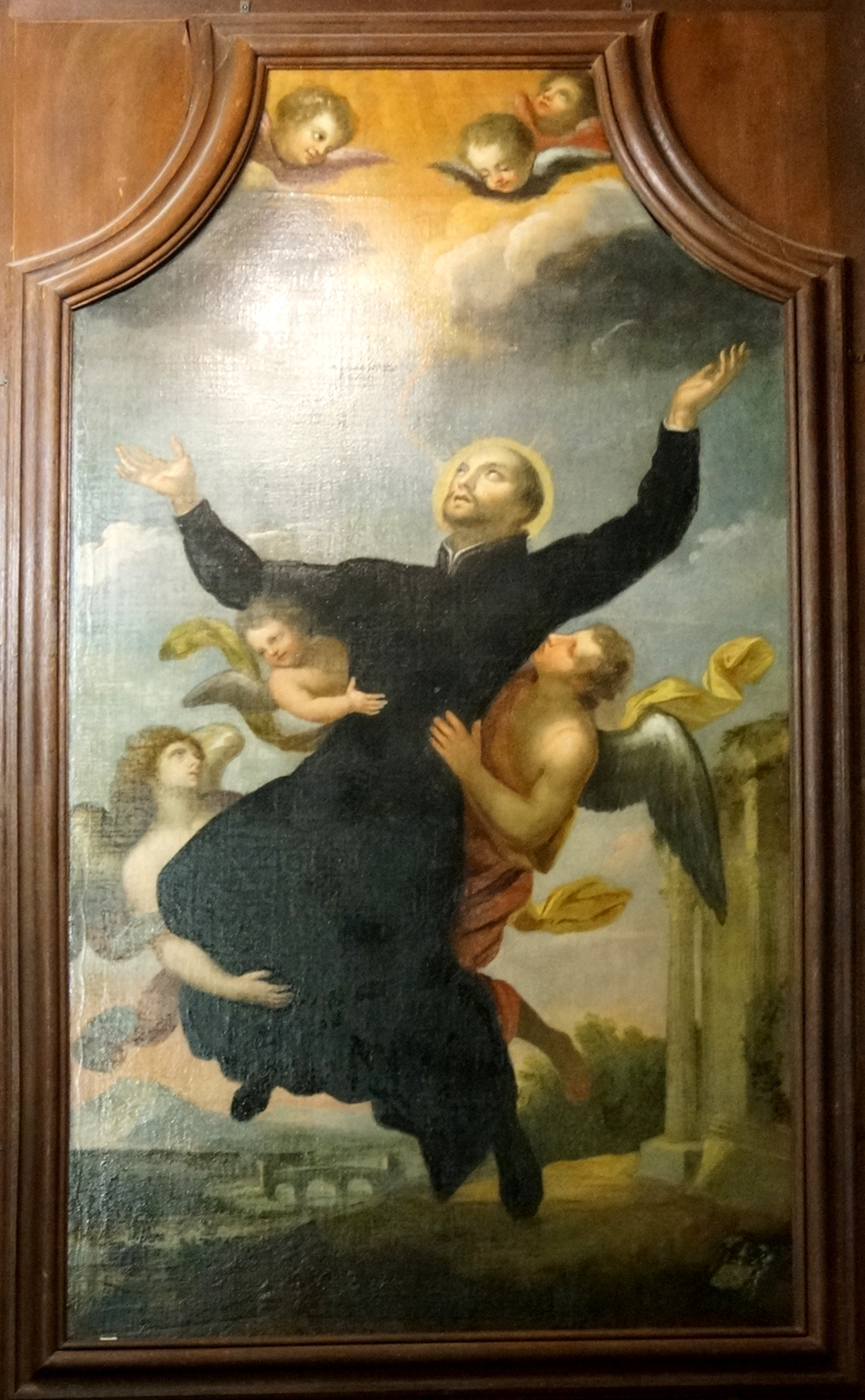
Au Collège des Jésuites de Reims.

- Peintre pour les archevêques de Reims il a mis en scène des représentations issues des Saintes écritures.
- Grandes toiles, grands formats sur un thème (exemple : La pêche miraculeuse, à Reims)
- Portraits : une centaine dans la galerie d'Étoges, M. de Vareix.

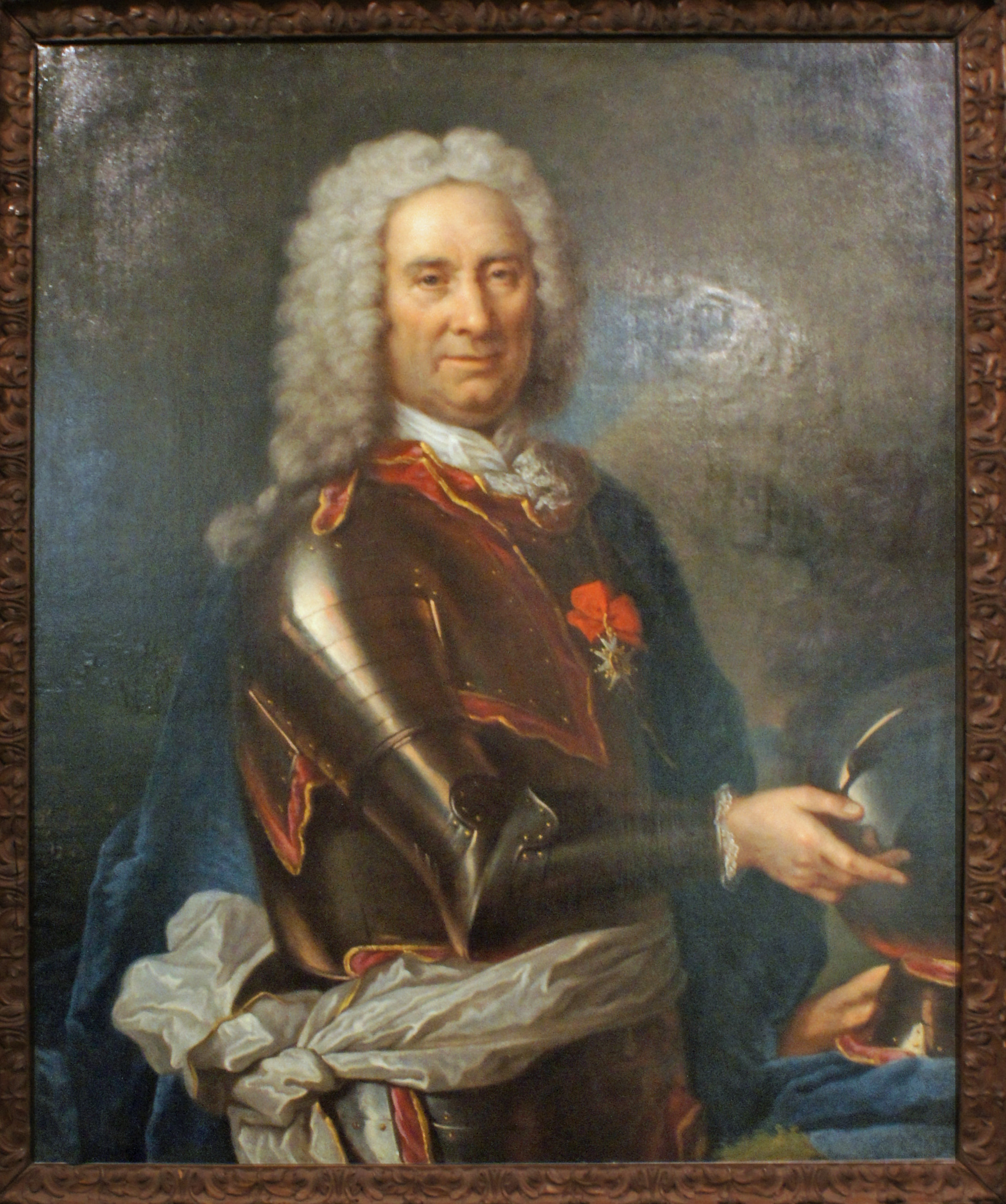
Monsieur de Vareix, Musée Saint-Remi, Reims.

Jean Hellart a eu entre autres pour élèves ses fils Claude Hellart et Jacques Hellart ainsi que Noël Halé.

## Œuvres majeures
Tableaux
- Le Baptême de Clovis, Musée des beaux-arts de Reims.
- La Multiplication des pains et des poissons, Musée Saint-Remi, Reims.